# 别洛波利斯基环形山
别洛波利斯基环形山（Belopolʹskiy）是位于月球背面的一座古老大撞击坑，约形成于39.2-38.5亿年前的酒海纪，其名称取自俄罗斯/前苏联天文学家暨天体物理学家阿里斯塔尔赫·别洛波利斯基（Aristarkh Belopolsky，1925年-1934年），1970年被国际天文学联合会批准接受。

## 描述

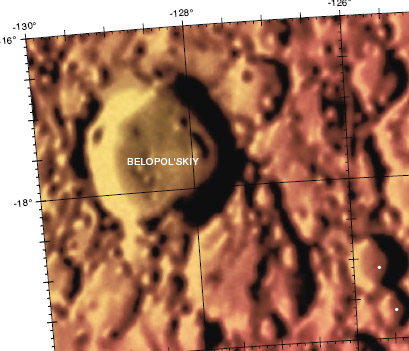
LAC-107 区域图

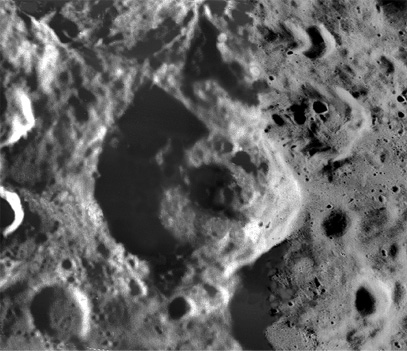
月球轨道器拍摄照片

该陨坑位于乌佐环形山西侧，西面靠近斯特龙根环形山、东北毗邻斯特龙根环形山，相对年轻的约费环形山则位于它的西北。该陨坑中心月面坐标为17°15′S 128°14′W / 17.25°S 128.23°W，直径61.90公里，深度约2.72公里。
别洛波利斯基环形山已部分受到侵蚀，尤其是南侧坑沿已被数座小陨坑磨平，而西北侧外壁略微切入了约费环形山。它的坑壁高出周边地形1220米，内部容积约3276.29立方千米。坑底中央稍显隆起，可能是一座曾经的中央峰残迹。
别洛波利斯基环形山距东方海400公里、离赫茨普龙环形山250公里，毋庸置疑，这二座撞击结构形成时所抛射的喷出物以及次生坑的轰击，大大改变了别洛波利斯基环形山的外观。

## 另请参阅
- Andersson, L. E.; Whitaker, E. A. . NASA RP-1097. 1982.
- Blue, Jennifer. . USGS. July 25, 2007  [2007-08-05]. （原始内容存档于2012-04-08）.
- Bussey, B.; Spudis, P. . New York: Cambridge University Press. 2004. ISBN 978-0-521-81528-4.
- Cocks, Elijah E.; Cocks, Josiah C. . Tudor Publishers. 1995. ISBN 978-0-936389-27-1.
- McDowell, Jonathan. . Jonathan's Space Report. July 15, 2007  [2007-10-24]. （原始内容存档于2012-05-26）.
- Menzel, D. H.; Minnaert, M.; Levin, B.; Dollfus, A.; Bell, B. . Space Science Reviews. 1971, 12 (2): 136–186. Bibcode:1971SSRv...12..136M. doi:10.1007/BF00171763.
- Moore, Patrick. . Sterling Publishing Co. 2001. ISBN 978-0-304-35469-6.
- Price, Fred W. . Cambridge University Press. 1988. ISBN 978-0-521-33500-3.
- Rükl, Antonín. . Kalmbach Books. 1990. ISBN 978-0-913135-17-4.
- Webb, Rev. T. W.  6th revised. Dover. 1962. ISBN 978-0-486-20917-3.
- Whitaker, Ewen A. . Cambridge University Press. 1999. ISBN 978-0-521-62248-6.
- Wlasuk, Peter T. . Springer. 2000. ISBN 978-1-85233-193-1.